# Йодантипірин
Йодантипіри́н — препарат, що раніше використовувався в дослідженнях як ізотопна мітка для дослідження рідин організму.

## Хімічне походження препарату
Зараз відомі два різних за дією препарати, основною дієвою речовиною яких є йодантипірин (Iodophenazone = 1-феніл-2,3-диметил-4-йод-піразолон)
Радіоізотопний йодантипірин (14C11H11131IN2O)
Препарат для радіоізотопної діагностики, синтезований з використанням нестабільних атомів йоду (ізотопи йоду 131I з періодом напіврозпаду 8,02 дня, а також вуглецю 14C).
Щодо йоду та радіоактивності препарату: для виробництва активної субстанції йодантипірину використовується калій йодид, який містить стабільний ізотоп йоду йод-127, що не володіє радіоактивними властивостями.
Препарат йодантипірин, який застосовувався раніше як радіоактивна мітка й містив у своєму складі радіоактивний ізотоп йоду-125, зараз не використовується та не зареєстрований в Україні.

## Фармакокінетика
- Всмоктування: йодантипірин швидко всмоктується зі шлунково-кишкового тракту.
- Біодоступність досягає 80 % при прийманні всередину.
- Розподіл: має високу спорідненість до тканинних білків за терапевтичної дози; швидко виводиться з альбуміну плазми крові з максимальною концентрацією в тканинах через 10—12 годин. Зв'язування з білками крові становить 25 %.
- Метаболізм (біотрансформація). Як похідник піразолону йодантипірин досить швидко гідролізується в шлунковому соку з утворенням метаболітів.
- Екскреція з сечею через нирки шляхом активного транспорту в ниркові канальці: 3-5 % у незмінному вигляді, 80—90 % — неактивні метаболіти. Період напіввиведення — близько 6 годин. У поданих матеріалах відсутні дані про вплив різних чинників (стать, вік і т.п.) на фармакокінетичні параметри йодантипірину.

## Застосування як противірусний препарат
В СРСР йодантипірин був запропонований до застосування як противірусний препарат. Перший звіт по противірусної активності йодантипірину та інших з'єднань піразолону на доклінічному етапі досліджень був опублікований А. С. Саратиковим та ін. у 1973 р. Однак до клінічних випробувань препарату йодантипірину для лікування кліщового енцефаліту приступили тільки в кінці 90-х минулого століття в цьому ж університеті групою вчених під керівництвом професора А. В. Лепехіна.
Проте йодантипірин не проходив повноцінних клінічних випробувань, та ніде не використовувався за межами Російської Федерації. Наявні публікації не відповідають стандартам доказової медицини й не дозволяють довести ефективність йодантипірину при лікуванні кліщового енцефаліту.

## Побічна дія
Йод в радіоізотопному йодантипірині має короткий ефективний період напіврозпаду, що обумовлює незначне променеве навантаження на організм обстежуваного.

## Протипокази
Йодантипірин протипоказаний особам до 14 років, під час вагітності та лактації, за гіперфункції щитоподібної залози, а також за порушення функції печінки або нирок.